# Wolfgang Schamoni
Wolfgang Schamoni (* 17. September 1941 in Hameln) ist ein deutscher Japanologe.

## Leben
Er wuchs in Gelsenkirchen-Buer auf. Nach einem abgebrochenen Studium an der Kunstakademie Düsseldorf studierte er Japanologie, Sinologie und Mongolistik in Bonn und japanische Literatur an der Waseda-Universität. Nach der Promotion in Japanologie an der Universität Bonn lehrte er Japanologie an den Universitäten München, Marburg und Heidelberg (dort Professor ab 1985). Seit 2006 ist er im Ruhestand.

## Schriften (Auswahl)
- Die Sharebon Santô Kyôden's und ihre literaturgeschichtliche Stellung. Bonn 1970, OCLC 235943876.
- (Hg.): Mori Ōgai. Vom Münchener Medizinstudenten zum klassischen Autor der modernen japanischen Literatur 1862–1922. Ausstellung, 28. Oktober bis 5. Dezember 1987. München 1987, ISBN OCLC 256742762.
- (Hg.): Buch und Literatur Japan 1905–1931. Eine Ausstellung des Japanologischen Seminars der Universität Heidelberg in der Universitätsbibliothek vom 26. April bis zum 7. Juli 1990. Heidelberg 1990, ISBN 3-927705-09-8.
- Erinnerung und Selbstdarstellung. Autobiographisches Schreiben im Japan des 17. Jahrhunderts. Wiesbaden 2016, ISBN 3-447-10563-1.